# Little Museum of Dublin
Le Little Museum of Dublin se situe au 15 St Stephen's Green, à Dublin, en Irlande. Il est abrité dans un immeuble de style georgien datant du XVIIIe siècle, faisant face au parc de St. Stephen's Green au cœur de la ville. Il a été créé en 2011 par Trevor White, critique culinaire, journaliste et ancien éditeur du magazine The Dubliner (en).

## The Little Museum of Dublin
Le musée retrace l'histoire de la ville de Dublin, d'un point de vue social, culturel et politique. Les visiteurs sont alors plongés dans la vie de Dublin des années 1900 à 2000, parcourant les grands évènements du siècle dernier tels que les guerres d'indépendance, et (re)découvrant les personnages ayant marqué cette époque (Éamon de Valera, Michael Collins, Mary Robinson, James Joyce, Samuel Beckett, U2...) .
Le musée compte différents partenaires dont le Dublin City Council (en), le Dublin Regional Authority (en), et Fáilte Ireland.

## Un musée communautaire
La collection du musée est constituée d'objets appartenant aux membres de la communauté. Les habitants de Dublin sont invités à contribuer à son développement en prêtant ou donnant des objets datant du XXe siècle,.

### Contribution
Le musée est à la recherche de tout type d'objets pouvant ainsi illustrer l'histoire de Dublin au XXe siècle, tels que des peintures, des affiches, des cartes postales, des photographies, des lettres, des télégrammes…. Les Dublinois peuvent également prêter un objet pour une durée minimale de cinq ans. Toute contribution est récompensée par deux entrées gratuites et illimitées au musée.

### Tourisme
Le programme City of a Thousand Welcomes (Ville des mille bienvenus) permet aux touristes de découvrir la ville en partageant un moment avec des locaux, autour d'un verre ou d'une tasse de thé. Lorsque le projet a été lancé, le but était de recruter mille ambassadeurs en trois mois. C'est en une semaine seulement que deux mille Dublinois se sont portés volontaires.